# Ningbo Lishe International Airport

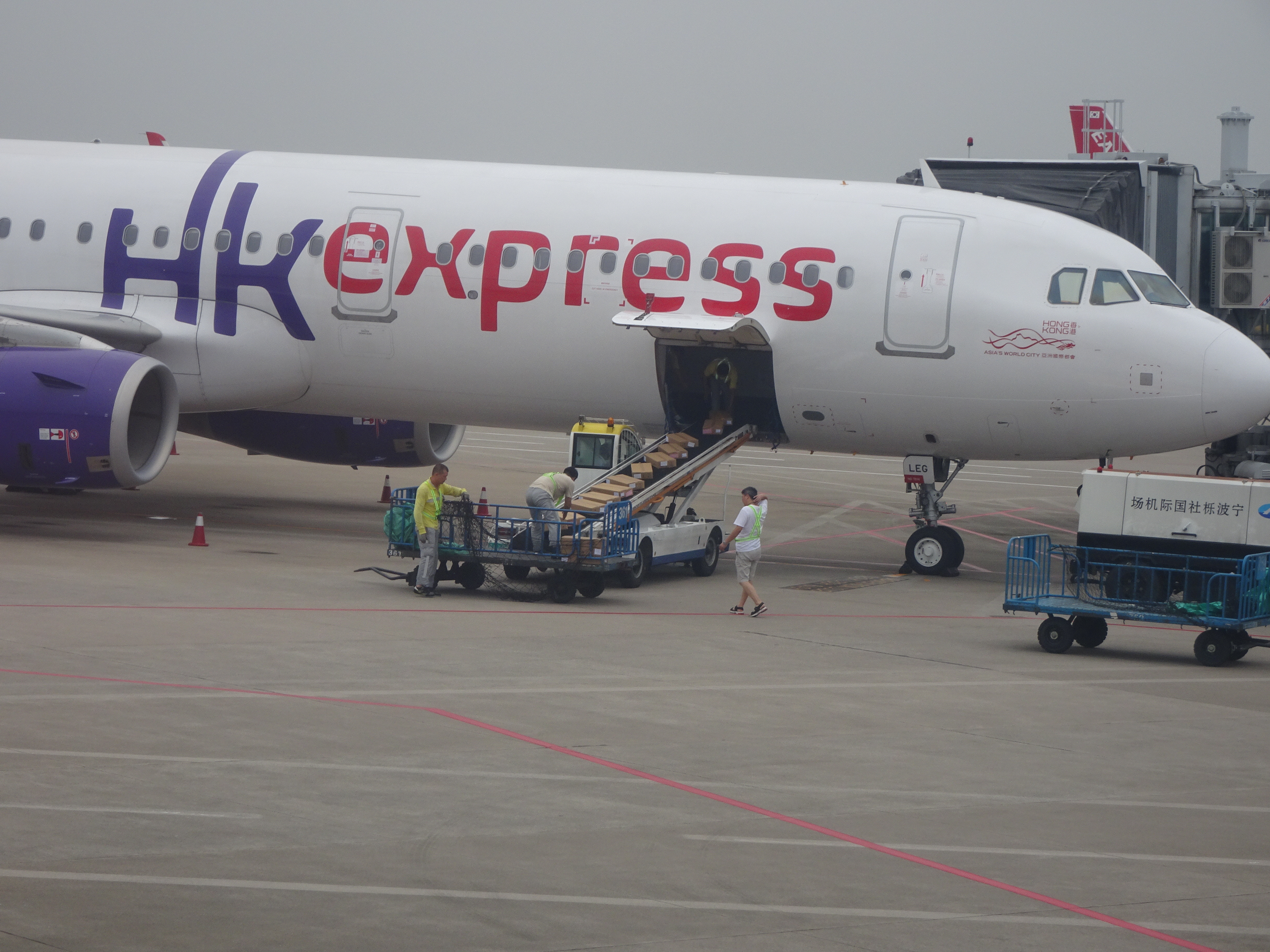

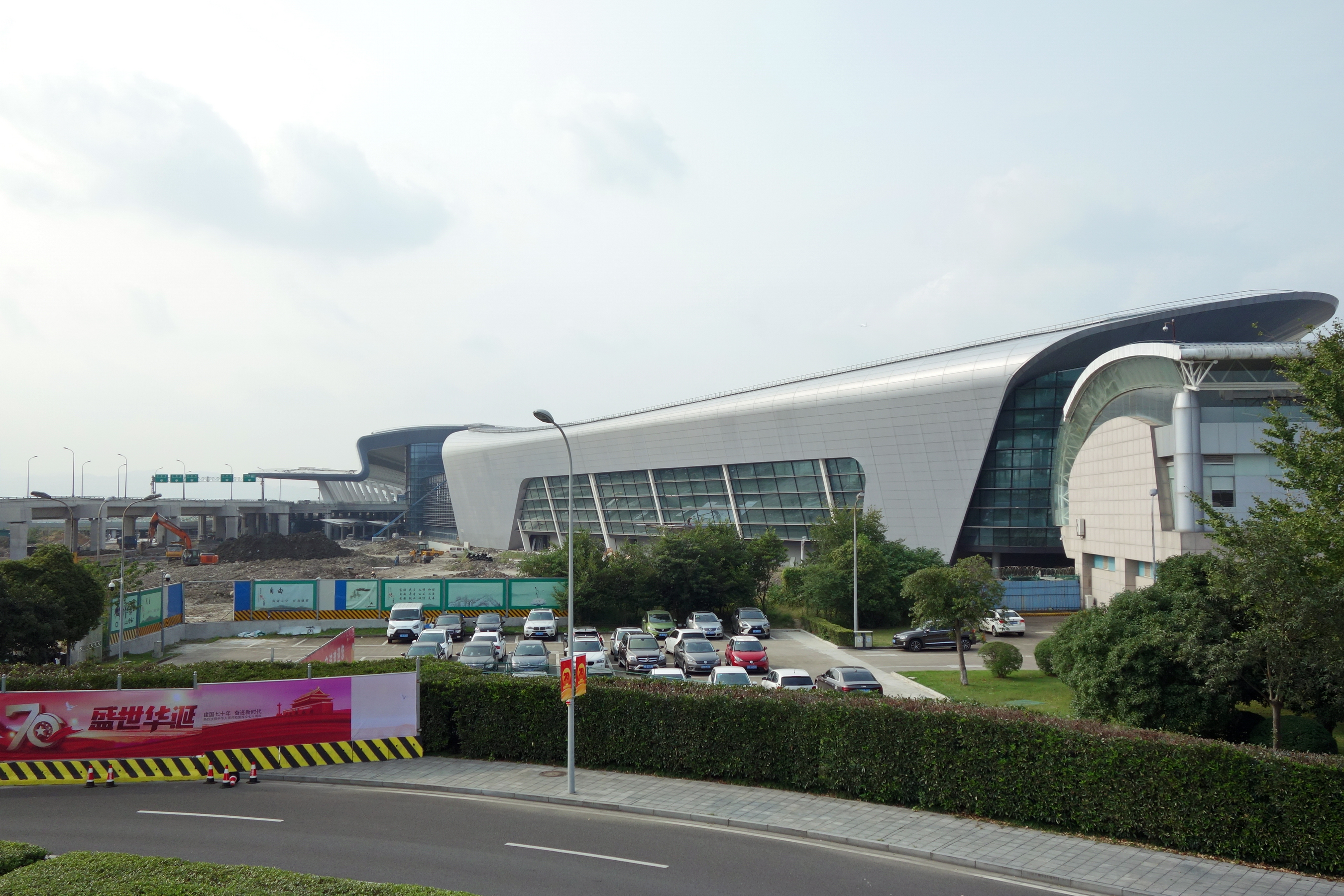

De Ningbo Lishe International Airport (Chinees: 宁波栎社国际机场, Hanyu pinyin: Níngbō Lìshè Guójì Jīchǎng) (IATA-code: NGB, ICAO-code: ZSNB) is een vliegveld 12 km ten zuidwesten van het centrum van Ningbo, in de oostelijke provincie Zhejiang in China. De luchthaven is een focus city voor China Eastern Airlines. In 2023 had Ningbo Lishe Airport met 99.330 vliegbewegingen 12.901.552 passagiers en 142.758 ton cargo.
De luchthaven is bereikbaar met lijn 2 van de metro van Ningbo en met een autosnelweg verbonden met het stadscentrum en de G1504 ringweg rond de stad, die ook aansluit op de G92 naar Hangzhou en Shanghai.

## Geschiedenis
Yinxi Lishe was een hulpluchtmachtbasis van de Luchtmacht van de Republiek China en was het laatste lanceerpunt van Martin B-10 bommenwerpers tijdens hun aanval op Nagasaki en andere steden in het Japans Keizerrijk op 19 en 20 mei 1938 in de loop van de Tweede Chinees-Japanse Oorlog.
De militaire luchthaven Ningbo Zhuangqiao werd op 16 november 1984 geopend voor de burgerdienst. Het eerste burgervliegtuig was een Antonov An-24 van China CAAC.
In 1985 keurde de centrale regering van China de ombouw van Ningbo Lishe Airport goed. Op 30 juni 1990 werd de aangepaste luchthaven geopend voor gebruik en werd het de eerste civiele luchthaven in Zhejiang. De luchthaven heeft één start- en landingsbaan, gebouwd in 1990, en werd tegelijkertijd met de luchthaventerminal in gebruik genomen. De landingsbaan is 3.200 meter lang en 45 meter breed, uitgerust met geavanceerde communicatie-, navigatie- en navigatieapparatuur. De bouwkosten in 1990 bedroegen RMB 126 miljoen. In juli 1992 volgden de eerste internationale vluchten. De eerste internationale bestemming dat jaar was naar Hong Kong. In november 1998 volgden Macau en codeshare-verbindingen naar Taipei en Kaohsiung. Eind 1998 begonnen internationale vrachtvluchten. De terminal werd in 2006 uitgebreid.
Op 29 december 2019 werd de T2-terminal van Ningbo Lishe International Airport officieel ingehuldigd, en tegelijkertijd werd de T1-terminal gesloten. De renovatie van Terminal 1 startte op 8 april 2022 en op 22 december 2023 werd de T1-terminal van Ningbo Lishe International Airport officieel heropend.
In 2020 keurde de Civil Aviation Administration van China het "Ningbo Lishe International Airport Master Plan (2020 Edition)" goed. Volgens dit plan zal Ningbo Lishe International Airport tegen 2030 uitgerust zijn om 30 miljoen passagiers per jaar, 500.000 ton vracht- en postoverslag en 253.000 starts en landingen van vliegtuigen te verwerken. Met dit plan is de luchthaven begonnen met de bouw van Terminal 3, de zuidelijke landingsbaan en taxibaan, en de bouw van een nieuw ondersteunend platform en transportcentrum.

## Incidenten
- In de middag van 7 augustus 2023 week een Boeing 747-400 vrachtvliegtuig van Kalitta Air af van de landingsbaan tijdens het taxiën na de landing, waardoor alle vluchten op de luchthaven  na 15:18 uur die dag werden geannuleerd. Het vliegtuig werd op 8 augustus om 12.08 uur verplaatst en de vluchten konden om 16.00 uur na meer dan 24u onderbreking hervat worden.